# Scotopteryx crypsichroma
Scotopteryx crypsichroma là một loài bướm đêm trong họ Geometridae.